# Vladimir Bill-Beloțerkovski
Vladimir Naumovici Bill-Beloțerkovski (n. 9 ianuarie 1885 - d. 1 martie 1970) a fost un scriitor rus, exponent al mișcării bolșevice.

## Opera
- 1925: Uraganul ("Шторм")
- 1933: Viața cheamă ("Жизнь зовёт")
- 1927: Luna e în stânga ("Луна слева")
- 1947: Țărm barbar ("Varvarskii bereg")
- 1959: Drumul vieții ("Путь жизни")